# Els de Graaff-van Meeteren
Elisabeth Albertine (Els) de Graaff-van Meeteren (Arnhem, 26 juli 1946) is een Nederlandse ambtenaar en lerares en een politica voor de Volkspartij voor Vrijheid en Democratie (VVD).

## Levensloop
Els de Graaff-van Meeteren werd geboren als een dochter van de ondernemer Pieter van Meeteren en Elise Alexandrine Eugenie Marie van Diemen Arbeiter. Na de middelbare school in Den Haag studeerde ze van 1965 tot 1976 biologie aan de Universiteit Utrecht. Ze begon haar carrière als lerares biologie. Daarna was ze plaatsvervangend directeur scholing van het Ministerie van Onderwijs, Cultuur en Wetenschappen. Van 13 maart 1986 tot 3 juni 1986 was drs. De Graaff-van Meeteren lid van de Tweede Kamer der Staten-Generaal. Ze was van 2007 tot 2008 lid van de Provinciale Staten van Utrecht. Els de Graaff-van Meeteren is getrouwd op 31 maart 1976 in Delft.

## Partijpolitieke functies
- Voorzitter van de VVD afdeling Zeist

- Parlement.com: vg09llo0avwv